# Comandante Gika
Gilberto Aires Teixeira da Silva, conhecido também como Comandante Gika (Benguela, 1943 — Cabinda, 1974), foi um líder independentista angolano.
Membro do Comité Central do Movimento Popular de Libertação de Angola (MPLA), Comissário Político do Estado-Maior e membro do Conselho Supremo da Defesa, o Comandante Gika participou na Guerra de Independência de Angola.
Integrou o primeiro grupo de combatentes que conquistou dos portugueses as terras cabindinas a partir da vila de Miconje, tomando, nesta campanha militar, as localidades de Belize, Buco-Zau, Dinge e Cabinda. A campanha foi fundamental para que a província de Cabinda permanecesse sob a guarda angolana, visto que, nas vésperas da independência nacional, ocorreram intensos combates na batalha da fronteira Antó-Iema contra as forças conjuntas da Frente Nacional de Libertação de Angola (FNLA) e do Exército Zairense. Acabou por falecer na batalha de Antó-Iema.